# Vattenförgiftning
Vattenförgiftning är en förgiftning som beror på ett alltför stort intag av vatten. Vattenförgiftning kan uppkomma till följd av polydipsi (onormalt stor törst) till exempel vid diabetes eller sportutövning. Vattenförgiftning kan också ses hos en del schizofrena patienter, samt hos människor med mentala funktionshinder. Vattenförgiftning med hyponatremi kan ses vid överdos av syntetiskt oxytocin.
Som en direkt följd av den ökade vattenmängden drabbas personen av rubbning i elektrolytbalansen, vilket kan ge hyponatremi. Förgiftningen beror på att njurarna inte förmår omvandla mer än 16 milliliter urin av vattnet i minuten, varmed cellerna, vid stort intag av vatten, tar upp vattnet och ödem bildas i inre organ, bland annat i hjärnan. De första symtomen på vattenförgiftning är desorientering, huvudvärk och yrsel, till följd av att blodflödet minskat, samt illamående och sluddrigt tal. Värre förgiftning kan leda till förvirring, kramper, koma och i värsta fall döden. LD50-dosen för vatten ligger omkring 6 liter.
Vattenförgiftning uppkommer antingen för att en person dricker för mycket till följd av törst (polydipsi). Detta kan vara relaterat till sportutövning, livsstil, eller vara psykogent (vid till exempel schizofreni och anorexia nervosa). När någon dricker för mycket öl kallas tillståndet potomani. Eller så är vattenförgiftning ett symtom på en inre obalans (hyponatremi, diabetes insipidus eller störningar i vasopressinbalansen), eller en biverkning av viss medicin.
Hyponatremi kan både orsaka vattenförgiftning och bli konsekvensen. Det är ett tillstånd när kroppens natriumbalans är för låg. Ett annat tillstånd som kan uppkomma är hypoxemi (för låga värden syre i blodet). Vattenförgiftningen kan också påverka andra elektrolytnivåer (kalium, kalcium, fosfat och magnesium).